# 第88師団 (日本軍)
第88師団（だいはちじゅうはちしだん）は、大日本帝国陸軍の師団の一つ。本稿では、前身の樺太混成旅団についても述べる。

## 沿革
1913年以降、南樺太には日本軍は常駐しない状態が続き、少数の国境警察が警備をしており、非常時には在郷軍人を召集することとなっていた。
南樺太は、第7師団(旭川)の警備区であり、また、北樺太侵攻時には京都師団と第26軍を編成し、2コ師団でオハ油田に向かう侵攻作戦が計画があり、第7師団には常時樺太作戦の研究任務が与えられており、皇土防衛と侵攻作戦の二面性を持ち、直接国境を接する特異な師団であった。
北海道は屯田兵以来人口希薄で第7師団は編成以来、定員を自己師管で充員できず、東京、東北から多くを充員に頼っていた。
昭和が進むと人口政策が実り第7師団は、やっと自己師管での充員が可能となり、同様に樺太の人口は30万人を超え、丁壮人口も増加しており入営や各種召集点呼を旭川で行うには事務と交通、費用負担が大きくなってきており、特に冬季交通は運航難の指摘され、また郷土部隊設置は青年学校教練等、軍民連携に有利と見られた。
そしてソビエト連邦との軍事的緊張が高まっており、警備防衛観点からも樺太に常設部隊と連隊区設置が望ましいと判断された。
また、参謀本部では、北樺太作戦だけでなく「勘察加占領作戦」の連続実施、若しは同時実施にも樺太混成旅団を使用する可能性も考慮していた。場合によっては、オハ油田を破壊される前に早期占領するため空挺部隊の使用も構想している。
そして参謀本部は、北樺太作戦、勘察加占領作戦に備え、関東軍特種演習では、第26軍要員.他を事前配置として参謀を北部軍に7名も増員した。
1943年5月：第67独立歩兵団（盛岡）より歩兵第125連隊(札幌)が樺太混成旅団に編入増強され気屯に移駐、国境方面警備を歩兵第25連隊と交代。
熱田玉砕、鳴神島撤退以来、大本営や北方軍の北東方面の関心は、専ら千島方面となり、樺太の予算、人員機材は後回しとなり戦力増強は停滞気味となってきていた。
樺太でも北方のソビエト連邦国境だけでなく、南部からの米軍上陸も懸念されるようになり、同年11月には豊原市中心とした南部防衛を任務とする第30警備隊が、旅団と別に新設された。
1945年2月：本土決戦に備えて樺太にも師団の設置が図られ、樺太混成旅団を基幹に、第30警備隊を歩兵第306連隊に改編し、迫撃砲1個大隊を加え、樺太山砲兵連隊を山砲兵第88連隊に、樺太工兵隊は工兵第88連隊へ、樺太輜重隊を輜重兵第88連隊に改編等、野戦病院等各部を設置して、第88師団編成を編成した。
人員 20,388名 。
師団は第5方面軍に編入され、師団長には樺太混成旅団長の峯木十一郎中将が、そのまま着任した。
海軍を含む航空機は九州に投入され、艦船も北東から引き抜かれ、米軍潜水艦が遊弋しており、制空制海も期待ない状況で道東直接上陸の危機にあって、千島の部隊が遊兵化する前に道内に戻すことと、道東の野戦陣地作りに必死な状況にあった。
第88師団の担当は真縫久春内線の区域であったが、戦略は宗谷海峡絶対死守で、稚内地区からの第42師団増援計画も怪しかったが、絶対に道北上陸阻止であった。
5月：ドイツ敗戦に伴い赤軍が極東に兵力を増強し始めた。
このことを察知した第88師団は、第5方面軍に対して対ソ連の樺太防衛のための指導を求めたが得ることができなかった。
8月3日午後：第五方面軍より、ソ連軍が越境した場合対戦する旨の命令受領。
8月6日、7日：各連隊長等を集めて会合。
8月9日：国境近くの敷香町武意加の国境警察に加えられたソ連軍の砲撃により戦闘が始まった。
8月15日までは歩兵第125連隊の抵抗により陣地を死守した。
同月20日には真岡にもソ連軍が上陸して新たな戦闘が始まった。
終戦の日を迎え、既に召集解除を行った部隊もあり、一方的な戦闘に終始した。
ソ連軍は8月22日に停戦交渉が成立するまで戦闘を続けたため、第88師団は自衛戦闘を続けざるを得なかった。
真岡の戦闘では、停戦のための軍使がソ連軍に射殺されるという異常事態の中、将兵100名以上、邦人500名以上が犠牲となった。（詳細は樺太の戦いを参照）
1939年（昭和14年）
- 5月11日  ：第7師団編成担任で樺太混成旅団[注釈 3]を編成下令
- 6月1日　 ：旅団司令部 旭川で新設。参謀も附され独立兵団として期待された[1]。
- 8月1日　 ：樺太歩兵第1大隊と樺太山砲兵第1中隊、樺太工兵第1中隊、旭川で新設[1]。
- 11月27日：旭川連隊区豊原事務所 開設[1]。
- 12月10日：樺太山砲兵連隊 主力編成[1]。
- 12月　　 ：樺太混成旅団司令部 樺太上敷香転営[1]。

1940年（昭和15年）
- 8月1日　 ：第7師管(旭川)に5コ目の連隊区である樺太を管轄とする豊原連隊区を旭川連隊区から独立させ南樺太上敷香に新設[1]。

- 11月25日：歩兵第25連隊(札幌)が移駐して樺太歩兵第1大隊を吸収[注釈 4]。樺太山砲兵連隊が樺太山砲兵第1中隊を吸収。そして樺太工兵隊、上敷香陸軍病院の常設部隊を上敷香に設置[注釈 5][1][12]。

1941年（昭和16年）
- 4月1日　 ：北部軍隷下に編入。
- 7月14日～：第26軍[注釈 6]要員.他を事前配置として参謀を北部軍に7名も増員[3][4]。
- 7月16日  ：
  - 関東軍特種演習で動員され樺太輜重兵第1.第2中隊、樺太通信隊、樺太衛生隊 等.設置。参謀や司令部要員の増員等、大幅な増強が行われ旅団の兵力   約8,100人に達した[1][注釈 7]。
  - 樺太混成旅団補充隊 (歩兵第25連隊補充隊･樺太山砲兵連隊補充隊･樺太通信隊補充隊) を設置し、前線部隊と訓練.補充業務を分離[1][2]。

1942年（昭和17年）3月下旬：杉山元参謀総長より、北樺太に関する「作戦計画」と「兵站計画」提出指示され、北部軍は、6日間にわたり北樺太作戦図上研究演習（保号研究演習）を実施。
1943年（昭和18年）
- 5月：編成改正。
  - 第67独立歩兵団(盛岡)より歩兵第125連隊(札幌)が樺太混成旅団に編入増強され気屯に移駐、国境方面警備を歩兵第25連隊と交代[5][6]。
  - 旅団は輓馬編制を、純駄馬編制に改編[5][6]。
  - 旅団は2コ歩兵連隊[注釈 8]と樺太山砲兵連隊・樺太工兵隊・樺太輜重隊[注釈 9]・樺太通信隊・樺太衛生隊を基幹とする編制定員 15,677名[1][2]。
- ：工兵隊は新兵器の伐開機.伐掃機を装備。また、輜重隊は馴鹿(トナカイ)による後方.前線の輸送の研究を行った[1]。

1945年（昭和20年）
- 2月28日：対ソ防備のための樺太混成旅団を、対米ソ両用任務とした第88師団に改編[7][8]。人員 20,388名[9] 。
  - 対米用防備部隊である第30警備隊を歩兵第306連隊に改編。
  - 迫撃砲1個大隊を加え、樺太山砲兵連隊を山砲兵第88連隊に改編。
  - 樺太工兵隊を工兵第88連隊に改編。
  - 樺太輜重隊を輜重兵第88連隊に改編。
  - 樺太通信隊・樺太衛生隊を師団通信隊・師団衛生隊に改編。
  - 野戦病院 等 各部を設置。
  - 樺太混成旅団司令部を第88師団司令部に改編。樺太混成旅団長の峯木十一郎中将が、そのまま師団長に就任[10]。
  - 第5方面軍に編入。

- 5月　　：ドイツ敗戦に伴い赤軍の兵力増強を察知した第88師団は、第5方面軍に対して対ソ連防衛の指導を求めたが得ることができず。
- 8月3日午後：第5方面軍より、ソ連軍が越境した場合対戦する旨の命令受領。
- 8月6･7日：各連隊長等を集めて会合[11]。
- 8月8日午後11時：ソ連対日宣戦布告。
- 8月9日 　：ソ連軍国境付近で砲撃開始。
- 8月11日  ：日ソ中立条約を無視し北緯50度の国境を越え侵攻してきたソ連軍と戦闘開始。
- 8月18日  ：停戦命令。
- 8月20日  ：ソ連軍が真岡に上陸、攻撃されたため応戦する。（樺太の戦い）
- 8月22日  ：停戦協定が成立するもソ連側の無差別な攻撃が続く[13]。。

## 師団概要

### 歴代師団長
- 峯木十一郎 中将（28期）：1945年（昭和20年）3月19日 - 終戦[14]

### 参謀長
- 鈴木康 大佐（32期）：1945年（昭和20年）3月19日 - 終戦[15]

### 最終司令部構成[1]
- 参謀長：鈴木康大佐（32期）
  - 参謀：筑紫富士雄中佐（36期）
  - 参謀業務要員：吉松秀信大尉（54期）
- 高級副官：太田寿男中佐
- 経理部長：中川登主計中佐
- 軍医部長：須山義雄軍医中佐

### 最終所属部隊[1]
- 歩兵第25連隊（札幌）：山沢饒大佐（26期）
- 歩兵第125連隊（札幌）：小林与喜三大佐（27期）
- 歩兵第306連隊（旭川）：高沢健児大佐（29期）
- 山砲兵第88連隊（上敷香）：日野常蔵大佐（27期）
- 工兵第88連隊（上敷香）：東島時松少佐（少10期）
- 輜重兵第88連隊（上敷香）：小山国治少佐（少8期）
- 第88師団通信隊（上敷香）：鈴木利孝大尉（55期）
- 第88師団兵器勤務隊（上敷香）：萱沼広之中佐（召集21期）
- 第88師団衛生隊（上敷香）：横山給八郎少佐（特1期）
- 第88師団第1野戦病院：
- 第88師団第4野戦病院：
- 第88師団防疫給水部：
- 第88師団病馬廠：遠藤清司獣医大尉（現）

### 他・在樺太部隊等[1]
- 宗谷要塞重砲兵連隊 第2中隊 - 西能登呂。九六式十五糎加農砲 4門。
- 豊原地区司令部司令官：柳勇 予備役少将（25期）：[16] -
- 上敷香陸軍病院：菅田瀇 軍医中佐
- 豊原陸軍病院：
- 落合陸軍病院：大草重之 軍医少佐
- 樺太臨時貨物廠：池田岩吉少佐
- 樺太地区鉄道司令部：久保田乙男大佐（26期）
- 第5方面軍特種情報部樺太支部：蟹江 元 少佐（40期）
- 樺太地区憲兵隊：白浜 宏中佐（36期）